# Victor Mbarika
Victor Mbarika est un professeur américain originaire du Cameroun. Il est actuellement enseignant de systèmes d'information de gestion (MIS) à l'East Carolina University au sein du système de l'Université de Caroline du Nord, à Greenville, Caroline du Nord, États-Unis. Il est président du conseil d'administration de ICT University.

## Biographie

### Enfance et débuts
Mbarika obtient sa maitrise en MIS à l'Université de l'Illinois à Chicago en 1997, ainsi qu'un doctorat diplôme en MIS de l'Université d'Auburn en 2000.

### Carrière
Les recherches de Mbarika se concentrent sur la mise en œuvre des Technologique de l'Information et communication (TIC) en Afrique. Ils fournissent un cadre théorique pour comprendre les TIC dans les pays moins développés. Son travail fournit aussi une base à partir de laquelle commencer à comprendre les différences contextuelles qui dictent la recherche sur les systèmes d'information dans des environnements moins favorisés. Il est rédacteur en chef fondateur de African Journal of Information Systems et membre principal du conseil d’administration de plusieurs revues universitaires internationales.
Il est également le fondateur du Centre international pour les technologies de l'information et le développement (ICITD), Université de Caroline du Sud, ville verte, qui se concentre sur l'avancement de la formation et du développement informatique en Afrique subsaharienne, en particulier sur la cyber-santé, la cyber-éducation et la cyber-démocratie. En 2016, il est parmi les premiers récipiendaires des bourses de recherche Fulbright - MCMC.
En 2020, Premium Times rapporte qu'un porte-parole d'Abdullahi Umar Ganduje, gouverneur de l'État de Kano au Nigéria, affirme que Ganduje avait reçu une lettre de Mbarika indiquant la nomination de Ganduje en tant que professeur invité à l'Université de Caroline de l'Est. L'Université de Caroline de l'Est publie par la suite une déclaration confirmant que Mbarika fait partie de son corps professoral, mais niant que la nomination avait été effectuée et que Mbarika était autorisé à procéder à une telle nomination à l'université.

### Initiatives
D'autres initiatives facilitées par lui incluent la série de conférences sur les TIC pour l'Afrique (ICT4 Afrique), l'Africain Journal of Information Systems (AJIS), la Fondation universitaire des TIC et les Jeunes du Cameroun pour Jésus (CYJ). Par l'intermédiaire de la ICT] Fondation Universitaire, il a fait don d'installations d'apprentissage en ligne à certaines universités d'Afrique subsaharienne,,, qui visent à faire progresser les activités d'apprentissage pour le développement économique et sociétal.

## Publications
Le professeur Mbarika est l'auteur de plus de 200 publications académiques (livres, chapitres de livres, articles de revues).

## Prix et récompenses
Mbarika est récipiendaire de trois prix pour l'ensemble de sa carrière,, pour sa « Contribution exceptionnelle à l'informatique et aux télécommunications » et sa « Contribution à la recherche et à l'éducation en matière de TIC ».